# Marko Allen
Marko Allen (* 5. April 1967 in Tampere) ist ein ehemaliger finnischer Eishockeyspieler und derzeitiger -trainer, der in seiner aktiven Zeit von 1985 bis 1995 bei Ilves und HPK Hämeenlinna in der SM-liiga unter Vertrag stand. Sein Sohn Henri spielt derzeit in einer finnischen Juniorenliga.

## Spielerkarriere
Marko Allen begann seine Karriere als Eishockeyspieler bei Ilves, für die er von 1985 bis 1988 in der SM-liiga aktiv war. Anschließend wechselte er zum gerade in die SM-liiga aufgestiegenen HPK Hämeenlinna. Dort verweilte er für sieben Spielzeiten, ehe er 1995 seine aktive Spielerkarriere beendete. In insgesamt 382 finnischen Erstligaspielen kam er zu 91 Scorerpunkten (28 Tore und 63 Assists).

## Trainerkarriere
Nach der Spielerkarriere fungierte Allen als Lehrer, Spielbeobachter und Scout in seiner Heimatstadt Hämeenlinna. Im Sommer 2011 unterschrieb er einen Vertrag beim italienischen Erstligisten HC Pustertal, wo er neben seinem Landsmann Teppo Kivelä als Co-Trainer arbeiteten sollte. Nach einem Arbeitsunfall im Sommer 2011 erschien er jedoch nie in Italien und wurde dort durch Mikko Luovi ersetzt.

### International
Für Finnland nahm Allen an der Junioren-Weltmeisterschaft 1987 teil, bei der er in sieben Spielen zwei Tore und drei Assists zum Goldmedaillengewinn beisteuerte.

## Erfolge und Auszeichnungen
- 1987 Goldmedaille bei der Junioren-Weltmeisterschaft